# Bluetooth Low Energy
Bluetooth Low Energy (Bluetooth LE, thông thường BLE, tiếng Việt: Bluetooth năng lượng thấp), còn có tên tiếp thị trước đây là Bluetooth Smart) là một công nghệ mạng khu vực cá nhân không dây được thiết kế và tiếp thị bởi Bluetooth Special Interest Group (Bluetooth SIG) nhắm vào các ứng dụng mới trong lĩnh vực chăm sóc sức khỏe, thể dục, beacon, an ninh, và ngành công nghiệp giải trí gia đình. So với Classic Bluetooth, Bluetooth Low Energy nhằm giảm mức tiêu thụ năng lượng và chi phí đáng kể trong khi vẫn duy trì phạm vi giao tiếp tương tự. Các hệ điều hành di động hỗ trợ sẵn cho Bluetooth Low Energy gồm iOS, Android, Windows Phone và BlackBerry, cũng như macOS, Linux, Windows 8 và Windows 10.